# Bapujinagar, Harapanahalli
Bapujinagar là một làng thuộc tehsil Harapanahalli, huyện Davanagere, bang Karnataka, Ấn Độ.